# Sanxay (Francja)
Sanxay – miejscowość i gmina we Francji, w regionie Nowa Akwitania, w departamencie Vienne.
Według danych na rok 1990 gminę zamieszkiwało 630 osób, a gęstość zaludnienia wynosiła 26 osób/km² (wśród 1467 gmin regionu Poitou-Charentes, Sanxay plasuje się na 472. miejscu pod względem liczby ludności, natomiast pod względem powierzchni na miejscu 277.).